# جايسون موموا
 جايسون موموا (بالإنجليزية: Jason momoa)‏ ولد جوزيف جايسون ناماكيها موموا في 1 أغسطس 1979 وهو ممثل وعارض ازياء أمريكي.
عرف لدوره لشخصية رونون ديكس (بالإنجليزية: Ronon Dex)‏ للأعوام (2005-2009) في المسلسل التلفزيوني ذو الطابع الخيالي العلمي العسكري ستارغيت أتلانتس.في الآونة الأخيرة أصبح معروفاً لدوره في فيلم عام 2011 كونان البريري. قبل الفيلم ظهر موموا بشخصية كال دروغو في المسلسل التلفازي الشهير صراع العروش. وايضا ظهر في فيلم دينيس فينلوف Dune 2021.

## نشأته وتعليمه
في طفولته، ولد موموا في هونولولو، هاواي وتربى في ولاية آيوا مقاطعة Norwalk من قبل والدته كوني موموا. والده كان من سكان هاواي الاصليين.

## انطلاقته
في عام 1998, عاد موموا إلى هاواي عندما اكتشفه المصمم العالمي الياباني تاكيو كيوشو (بالإنجليزية: Takeo Kikuchi)‏ وهكذا بدات مهنة كعارض ازياء. في عام 1999 فاز بلقب عارض ازياء هاواي واستضيف في مسابقة ملك جمال هاواي المراهقين. ، موموا ظهر بشخصية جاسين آاين (بالإنجليزية: Jason Ioane)‏ بين الأعوام 1999-2001 في المسلسل الاكشن-الدرامي بيواتش وبعد ذلك لعب دور البطولة في فيلم كونان البربري، الفيلم عبارة عن إعادة تصوير لفيلم بنفس العنوان لعام 1982 والذي لعب نفس الدور آنذاك الممثل أرنولد شوارزنيجر. وفي عام 2011 ظهر في مسلسل صراع العروش كشخصية كال دروغو.

## روابط خارجية
- جايسون موموا على موقع IMDb (الإنجليزية)
- جايسون موموا على موقع ميتاكريتيك (الإنجليزية)
- جايسون موموا على موقع روتن توميتوز (الإنجليزية)
- جايسون موموا على موقع مونزينجر (الألمانية)
- جايسون موموا على موقع قاعدة بيانات الأفلام العربية
- جايسون موموا على موقع ألو سيني (الفرنسية)
- جايسون موموا على موقع ميوزك برينز (الإنجليزية)
- جايسون موموا على موقع تيرنر كلاسيك موفيز (الإنجليزية)
- جايسون موموا على موقع أول موفي (الإنجليزية)
- جايسون موموا على موقع بوكس أوفيس موجو (الإنجليزية)